# Piz Vadret (Alpi di Livigno)
Il Piz Vadret (3.199 m s.l.m.) è una montagna delle Alpi di Livigno nelle Alpi Retiche occidentali. Si trova nel Canton Grigioni.

## Caratteristiche
La montagna è collocata in Engadina vicino a Pontresina e a nord del Piz Languard.